# Albumen (botànica)
|  | Aquest article tracta sobre el teixit nutricional. Vegeu-ne altres significats a «Clara d'ou». |

L'albumen és un terme botànic que representa el teixit nutricional de les llavors que acompanya l'embrió i representa la seva reserva d'aliments.
No s'ha de confondre amb les reserves alimentàries acumulades en el mateix embrió, com en el cas dels cotilèdons de la família de les fabàcies.